# Łuka (rejon kobryński)
Łuka (biał. Лука; ros. Лука) – agromiasteczko na Białorusi, w obwodzie brzeskim, w rejonie kobryńskim, w sielsowiecie Ostromecz.
Znajduje się tu parafialna cerkiew prawosławna pw. św. Łukasza.
W dwudziestoleciu międzywojennym wieś leżała w Polsce, w województwie poleskim, w powiecie kobryńskim.